# 鄙より都会へ
『鄙より都会へ』（ひなよりとかいへ　原題：Bucking Broadway）は、1917年に公開されたアメリカ合衆国のサイレント・西部劇映画である。監督はジョン・フォードであり、6本目の長編映画である。フォードの70本のサイレント映画の内の約60本と共に長い間 失われた映画であると思われていたが、2002年にCNCのアーカイブスで発見された。その後、復元およびデジタル化され、ジョンフォードの『駅馬車』のクライテリオンブルーレイに収録された。

## キャスト
- シャイアン・ハリー：ハリー・ケリー
- ヘレン：モリー・マローン
- 彼女の父：L.M.ウェルズ
- ソーントン：ヴェスター・ペグ
- フォアマン：ウィリアム・スティール（ウィリアム・ゲッターとしてクレジット）
- グラディス：ガートルード・アスター（クレジット無し）
- ストアでショックを受けた顧客：マーサ・マトックス（クレジット無し）